# Hygrostat
Un hygrostat est un dispositif électromécanique, ou électronique, conçu pour fournir une consigne de fonctionnement (typiquement, marche ou arrêt) à l'appareil qu'il équipe, ou à un appareil indépendant, en fonction de la mesure de l'humidité ambiante.  L'hygrostat est souvent utilisé pour maintenir un niveau d'humidité stable, autour d'une valeur de consigne, en enclenchant, soit un humidificateur, soit un déshumidificateur,. Par analogie, on peut dire qu'un hygrostat est à l'humidité ce qu'un thermostat est à la température.

## Principe et composants

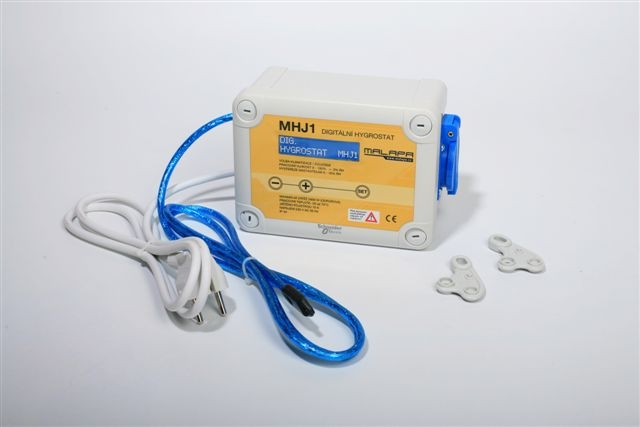
Hygrostat électronique.

L'hygrostat comporte principalement,:
- une interface permettant de saisir une valeur de consigne (en général, une plage d'humidité relative)
- un hygromètre effectuant la mesure d'humidité
- une interface électromécanique (relais), ou électronique, vers l'appareil à commander.

Les premiers hygrostats utilisaient un hygromètre à cheveux.  On trouve encore sur le marché des modèles équipés d'un tel type d'hygromètre, à cheveux naturels ou synthétiques, mais les modèles récents incorporent souvent un hygromètre à capteur électronique (typiquement capacitif).
Certains fabricants proposent aussi des thermo-hygrostats, combinant un thermostat et un hygrostat.
Le capteur d'humidité peut être intégré à l'hygrostat, ou déporté.
Certains équipementiers ont développé des hygrostats qui peuvent être directement installés dans les tableaux électriques.

## Domaines d'application
On trouve des hygrostats aussi bien en climatisation,, qu'en contrôle de processus industriels, entreposage et conservation de matériaux et produits, agriculture, horticulture, et élevage (e.g. pour maintenir un taux d'humidité constant dans un incubateur).